# Liste der Gewässer in der Freien Hansestadt Bremen

Der Stadtwaldsee ist mit 28,2 Hektar Ausdehnung Bremens flächenmäßig drittgrößter See

Diese Liste der Gewässer in Bremen enthält Verzeichnisse aller namentlich registrierten Wasserflächen und Fließgewässer in der Freien Hansestadt Bremen.

## Seen
| Name                                        | Fläche (Hektar) | Tiefe (Meter) | Ortsteil                               | Anmerkungen                                           |
| ------------------------------------------- | --------------- | ------------- | -------------------------------------- | ----------------------------------------------------- |
| Achterdieksee                               | 7,6             | 15,3          | Oberneuland                            | Baggersee, Badesee mit DLRG-Station                   |
| Baggersee Neustädter Hafen                  |                 |               | Neustädter Hafen                       | Baggersee                                             |
| Baggersee Westfriedhof                      |                 |               | Werderland                             | Baggersee                                             |
| Blanker Hans                                |                 |               | Mittelshuchting                        |                                                       |
| Blockdieksee                                |                 |               | Blockdiek                              |                                                       |
| Brake                                       |                 |               | Seehausen                              |                                                       |
| Brillensee                                  |                 |               | Oberneuland                            |                                                       |
| Bultensee                                   | 5,2             | 11            | Tenever                                | Baggersee, Badesee mit DLRG-Station                   |
| Burger See                                  |                 |               | Burg-Grambke                           |                                                       |
| Bätjers Braake                              |                 |               | Arsten                                 |                                                       |
| Dechte                                      |                 |               | Arbergen                               |                                                       |
| Dunger See                                  | 15              |               | Werderland                             | Baggersee, Naturschutzgebiet                          |
| Eispohl                                     |                 |               | Lüssum-Bockhorn                        | Naturschutzgebiet                                     |
| Emmasee                                     |                 |               | Bürgerpark                             |                                                       |
| Grambker Feldmarksee                        | 8,9             | 18,6          | Burg-Grambke                           | Baggersee                                             |
| Grambkermoorersee                           |                 |               | Burg-Grambke                           |                                                       |
| Grambker See                                |                 |               | Burg-Grambke                           | Badesee                                               |
| Große Brake                                 |                 |               | Werderland                             |                                                       |
| Große Heidflut                              |                 |               | Farge                                  |                                                       |
| Hakenburger See                             |                 |               | Woltmershausen                         |                                                       |
| Hemelinger See                              |                 |               | Hemelingen                             |                                                       |
| Hohenhorster See                            | 3,2             |               | Stuhr / Huchting                       | Baggersee                                             |
| Kleine Weser (Abschnitt oberhalb des Wehrs) |                 |               | Neustadt                               | Hochwasserschutz, Bade- und Sportsee                  |
| Kleiner Stadtwaldsee                        |                 |               | Neu-Schwachhausen                      |                                                       |
| Krimpelsee                                  | 9               |               | Kattenturm / Habenhausen               | Baggersee                                             |
| Krummhörens Kuhle                           |                 |               | Kattenesch                             |                                                       |
| Kuhgrabensee                                | 17,8            | 16            | Blockland                              | Baggersee, Naturschutzgebiet                          |
| Langenkampsee                               |                 |               | Lehesterdeich                          |                                                       |
| Mahndorfer See                              | 22,4            | 15            | Mahndorf                               | Baggersee, Badesee mit DLRG-Station                   |
| Mensasee                                    |                 |               | Lehe                                   |                                                       |
| Nachtweidesee                               | 9               | 20            | Burg-Grambke                           | Badesee                                               |
| „Neue Weser“                                |                 |               | Stadtwerder                            | Hochwasserbrack von 1981, Naturschutzgebiet           |
| Niederblocklandsee                          |                 |               | Blockland                              | Hochwasserbrack von 1880                              |
| Osterholzer See                             |                 |               | Osterholz                              |                                                       |
| Pastorengate                                |                 |               | Industriehäfen                         |                                                       |
| Piepe                                       |                 |               | Alte Neustadt                          | Letzter Rest des Stadtgrabens auf der Neustadtseite   |
| Pohlteich                                   |                 |               | Burgdamm                               |                                                       |
| Riensberger See                             |                 |               | Riensberg                              | Teil des Riensberger Friedhofs                        |
| Rodensee                                    |                 |               | Arbergen                               |                                                       |
| Rottkuhle                                   |                 |               | Arbergen                               | Badesee                                               |
| Rückhaltebecken Osterholz                   |                 |               | Mahndorf                               |                                                       |
| Schwanenteich                               |                 |               | Bürgerpark                             |                                                       |
| Silbersee                                   |                 |               | Arsten                                 | nicht identisch mit dem Silbersee in Stuhr            |
| Sodenmattsee                                | 7,5             | 12,5          | Sodenmatt                              | Baggersee, Badesee mit DLRG-Station                   |
| Sportparksee Grambke                        | 40              | 11            | Werderland / Burg-Grambke              | Baggersee, Badesee mit DLRG-Station                   |
| Stadtgraben                                 |                 |               | Altstadt / Ostertor / Bahnhofsvorstadt | Teil der Bremer Wallanlagen                           |
| Stadtwaldsee (Unisee)                       | 28,2            | 20            | Lehe                                   | Badesee mit DLRG-Station                              |
| Teich am Blumenthaler Bad                   |                 |               | Lüssum-Bockhorn                        |                                                       |
| Teneversee                                  |                 |               | Tenever                                |                                                       |
| Vahrer See                                  | 2,9             |               | Neue Vahr Südost                       |                                                       |
| Vierstückenteich                            |                 |               | Werderland                             | Baggersee                                             |
| Wadeackersee                                |                 |               | Kattenesch                             |                                                       |
| Waller Feldmarksee                          | 12,3            | 16,5          | Hohweg                                 | Baggersee, Badesee mit DLRG-Station                   |
| Waller See                                  |                 |               | Walle                                  |                                                       |
| Werdersee                                   | 37              | 3,4           | Obervieland                            | Hochwasserschutz, Bade- und Sportsee mit DLRG-Station |
| Weserportsee                                | 11              |               | Bremerhaven                            | Naturschutzgebiet                                     |
| Wulsdorfer Baggerkuhle                      |                 | 3,4           | Bremerhaven                            |                                                       |

## Flüsse und Flussarme
| Name                                        | Länge [km] in Bremen | Gesamtlänge [km] | Stadtgebiet       | Einstufung         |
| ------------------------------------------- | -------------------- | ---------------- | ----------------- | ------------------ |
| Geeste                                      | 10                   | 40               | Stadt Bremerhaven | 1. Ordnung         |
| Kleine Weser (Abschnitt westlich des Wehrs) | 0,3                  | 0,3              | Stadt Bremen      | Bundeswasserstraße |
| Kleine Wümme                                | 16,5 bzw. 18,8       | 16,5 bzw. 18,8   | Stadt Bremen      | 2. Ordnung         |
| Lesum                                       | 9,6                  | 9,6              | Stadt Bremen      | Bundeswasserstraße |
| Lune                                        | 1 (nur Grenze)       | 43               | Stadt Bremerhaven | 2. Ordnung         |
| Ochtum                                      | 13,4                 | 25,6             | Stadt Bremen      | 1. Ordnung         |
| Weser                                       | 41,7                 | 451,4 bzw. 751   | Stadt Bremen      | Bundeswasserstraße |
| Weser                                       | 18,0                 | 451,4 bzw. 751   | Stadt Bremerhaven | Bundeswasserstraße |
| Wümme                                       | 22,3                 | 118 bzw. 120     | Stadt Bremen      | 1. Ordnung         |

Auch Bundeswasserstraßen gehören zu den Gewässern 1. Ordnung.
Wo zwei Längen angegeben sind, ist die erste die nominelle, die zweite einschließlich des längsten Quellgewässers.

## Gräben und Bäche in der Stadtgemeinde Bremerhaven
| Name           | Länge [km] in Bremen | Stadtgebiet       |
| -------------- | -------------------- | ----------------- |
| Grauwall-Kanal |                      | Stadt Bremerhaven |
| Neue Aue       |                      | Stadt Bremerhaven |
| Rohr           |                      | Stadt Bremerhaven |

## Gräben und Bäche in der Stadtgemeinde Bremen
| Name                                | Länge [km] in Bremen | ggf. Gesamtlänge [km] |
| ----------------------------------- | -------------------- | --------------------- |
| Abzugsgraben Borgfelder Weide       | 1,0                  |                       |
| Ahlker Fleet                        | 1,1                  |                       |
| Alte Kleine Wümme                   |                      |                       |
| Alte Wettern                        |                      |                       |
| Altenbroksfleet                     | 1,7                  |                       |
| Altenweidefleet                     |                      |                       |
| Alte Ochtum                         | 2,6                  |                       |
| Altes Huchtinger Fleet              | 0,8                  |                       |
| Arberger Kanal                      | 5,3                  |                       |
| Arster Feldfleet                    |                      |                       |
| Bauerngraben                        | 0,8                  |                       |
| Beckedorfer Beeke                   | 2,5                  | 4,6                   |
| Blockdiekfleet                      |                      |                       |
| Blumenthaler Aue                    | 4,7                  |                       |
| Bookwinkeler Fleet                  |                      |                       |
| Borgfelder Entwässerungsgraben      |                      |                       |
| Brockhuchtinger Entwässerungsgraben |                      |                       |
| Brockhuchtinger Zuleiter            |                      |                       |
| Bultenfleet                         | 1,0                  |                       |
| Bunnsackerfleet / Fleet im Seefelde | 2,2                  |                       |
| Cluts Wettern                       |                      |                       |
| Das Neue Fleet                      |                      |                       |
| Deichfleet                          |                      |                       |
| Deichschlot                         |                      |                       |
| Dellfeldsfleet                      | 0,3                  |                       |
| Dierksgraben                        |                      |                       |
| Dunger Sielgraben                   | 1,0                  |                       |
| Dunger Stauverbandsgraben           |                      |                       |
| Embser Mühlengraben                 | 1,5                  |                       |
| Entwässerungsgraben GVZ             | 4,2                  |                       |
| Fleet hinter den Oken               | 0,7                  |                       |
| Gärtnerhoffleet                     |                      |                       |
| Graben am Achterkamp                |                      |                       |
| Graben a. d. Butenwisch             |                      |                       |
| Graben am Ortkampsweg               |                      |                       |
| Graben hinter der Hove              | 0,7                  |                       |
| Graben im Holter Feld               |                      |                       |
| Graben von der Hohwisch             | 1,4                  |                       |
| Graben vor den Straßenkämpen        | 1,6                  |                       |
| Grambke-Oslebshauser Sielgraben     |                      |                       |
| Grollander Fleet                    |                      |                       |
| Grollander Ochtum                   | 4,2                  |                       |
| Gröpelinger Fleet                   | 2,3                  |                       |
| Gröpelinger Wettern                 | 0,7                  |                       |
| Große Heidflut                      |                      |                       |
| Großer Graben                       | 4,0                  |                       |
| Großer Schinkel                     |                      |                       |
| Habenhauser Landwehr                | 0,6                  |                       |
| Hasenbürener Meente                 | 1,0                  |                       |
| Hermann-Entholt-Fleet               |                      |                       |
| Heulandsfleet                       | 3,0                  |                       |
| Hexenbergzuleiter                   | 4,7                  |                       |
| Hohekampgraben                      |                      |                       |
| Hollderdeichschlot                  |                      |                       |
| Hollerfleet                         |                      |                       |
| Holter Fleet                        |                      |                       |
| Huchtinger Fleet                    | 4,5                  |                       |
| Ihle                                | 3                    | 4                     |
| Jürgensgraben                       |                      |                       |
| Katrepeler Sielgraben               |                      |                       |
| Kattenescher Fleet                  | 2,1                  |                       |
| Kifkenbruchgraben                   |                      |                       |
| Kleiner Boddensee                   |                      |                       |
| Kleiner Schinkel                    |                      |                       |
| Klöckner Randgraben                 | 2,9                  |                       |
| Kuhgraben                           | 3,1                  |                       |
| Kurzer Bruchgraben                  |                      |                       |
| Langenkampsfleet                    |                      |                       |
| Langer Bruchgraben                  |                      |                       |
| Lankenauer Grenzfleet               | 0,7                  |                       |
| Leeskampsfleet                      | 1,3                  |                       |
| Lesumbroker Sielgraben              | 1,6                  |                       |
| Lindemanns Sielgraben               | 1,6                  |                       |
| Mahndorfer Bruchgraben              | 0,8                  |                       |
| Maschinenfleet                      | 6,6                  |                       |
| Mittelfleet                         | 1,9                  |                       |
| Mittelgraben                        |                      |                       |
| Mittelkampsfleet                    |                      |                       |
| Mittelstes Fleet                    |                      |                       |
| Mittlerer Zuggraben                 |                      |                       |
| Mühlenfleet                         |                      |                       |
| Mühlenhauser Fleet                  | 5,9                  |                       |
| Nedderfeldsgraben                   | 1,2                  |                       |
| Neuer Katrepeler Sielgraben         |                      |                       |
| Neuer Panrepelgraben                |                      |                       |
| Neue Kämpe Fleet                    | 2,4                  |                       |
| Neuenbrokssielgraben                | 0,3                  |                       |
| Neuenlander Wasserlöse              | 5,8                  |                       |
| Neue Semkenfahrt                    | 3,4                  |                       |
| Neue Wettern                        |                      |                       |
| Niederster Wischgraben              |                      |                       |
| Oberblocklander Langenkampsfleet    |                      |                       |
| Oberblocklander Wettern             |                      |                       |
| Oberstes Fleet                      |                      |                       |
| Oberster Wischgraben                |                      |                       |
| Oerenstreek                         | 3,3                  |                       |
| Oslebshauser Fleet                  | 1,1                  |                       |
| Oslebshauser Piepengraben           | 0,4                  |                       |
| Osterholzer Landwehr                | 1,6                  |                       |
| Osterholzer Sielgraben              | 2,6                  |                       |
| Pferdeweidegraben                   | 0,5                  |                       |
| Piepengraben                        | 0,7                  |                       |
| Rablinghauser Vorfluter             | 1,2                  |                       |
| Reepenfleet                         | 2,9                  |                       |
| Rethfeldsfleet                      |                      |                       |
| Riensberger Abzugsgraben            |                      |                       |
| Rockwinkeler Fleet                  |                      |                       |
| Rodenfleet                          | 1,3                  |                       |
| Roggenkampsfleet                    |                      |                       |
| Ruschweidegraben                    | 2,2                  |                       |
| Schelenkampsfleet                   |                      |                       |
| Schirmdeichgraben                   |                      |                       |
| Schnaars Graben                     |                      |                       |
| Schönebecker Aue                    | 3,1                  | 15,5                  |
| Schorfmanns Graben                  |                      |                       |
| Schwarz Graben                      |                      |                       |
| Segelkengraben                      |                      |                       |
| Smidts Graben                       | 0,6                  |                       |
| Stadtwaldgraben                     |                      |                       |
| Steertgrabenfleet                   | 1,3                  |                       |
| Straßenkampsfleet                   |                      |                       |
| Stromer Landwehr                    |                      |                       |
| Südwenjefleet                       | 1,9                  |                       |
| Torfkanal                           | 2,5                  |                       |
| Twerfleet                           | 2,6                  |                       |
| Uhlenbroker Fleet                   |                      |                       |
| Uni-Fleet-Nord                      | 1,3                  |                       |
| Uni-Fleet-Süd                       | 1,9                  |                       |
| Uni-Randgraben                      | 1,2                  |                       |
| Varreler Bäke                       | 3,6                  | 6                     |
| Verbindungsgraben                   |                      |                       |
| Verbindungskanal Kuhlen             |                      |                       |
| Verbindungskanal Mühlenhaus         | 1,3                  |                       |
| Verbindungskanal Munte              |                      |                       |
| Vierstückensielgraben               | 1,4                  |                       |
| Vorfluter                           | 2,6                  |                       |
| Vorkampsfleet                       |                      |                       |
| Wadeackerfleet                      |                      |                       |
| Waller Fleet                        | 2,5                  |                       |
| Weidefleet                          |                      |                       |
| Werderseezuleiter                   | 0,7                  |                       |
| Westlicher Zuggraben                |                      |                       |
| Wietengraben (Wümme-Nordarm)        | 2,5                  |                       |
| Wummensieder Sielgraben             | 2,3                  |                       |
| Zuleiter a. d. Wischen              |                      |                       |